# Emmy Lynn
Pour les articles homonymes, voir Lynn et Leigh.
Emily Leigh dite Emmy Lynn, née le 1er août 1889 à Barcelone (Espagne) et morte le 5 juin 1978 à Paris 13e, est une actrice française.

## Parcours
Emmy Lynn, née à Barcelone d'un père britannique, William Louis Émile Leigh, consul d'Angleterre, et d'une mère mi-espagnole et mi-allemande, Elisa Tillmanns, arrive à Paris à l'âge de 1 an. 
Après avoir pris des cours de théâtre avec Guillemot, elle part en tournée vers 1907 en Amérique du Sud, avec Marthe Brandès, Harry Baur, Henry Roussel, Madeleine Lély, où elle est cantonnée aux rôles d'ingénue. De retour à Paris, elle passe le concours du Conservatoire, sans succès. Elle trouve à jouer des petits rôles dans quelques pièces de théâtre (avec Paule Andral, Réjane, Sarah Bernhardt) avant de débuter une carrière au cinéma. 
Le cinéma muet fait d'elle une star. Elle joue dans deux films importants d'Abel Gance (Mater Dolorosa, 1917; La dixième symphonie, 1918), et dans des films d'Henry Roussell (La faute d'Odette Maréchal, 1919 ; Visages voilés, âmes closes, 1924), dans lesquels elle souffrait, élégante, racée et dramatique.
Louis Delluc écrit qu'elle a « tourné beaucoup de films avant qu'on sût qu'elle était photogénique », notamment sous la direction de Maurice Tourneur et Émile Chautard, avant la guerre de 1914.
Le cinéma parlant lui offre le rôle, entre autres, de l'héroïne de L'enfant de l'amour (Marcel L'Herbier, 1930) et de la comtesse éplorée des Deux orphelines (Maurice Tourneur, 1933).
Sa carrière ralentit et son nom disparaît des magazines au début des années 1930 « pour des raisons personnelles (sentimentales) », dit-elle. Son dernier film date de 1942, où elle apparaît en mondaine distinguée dans Le lit à colonnes de Roland Tual.   

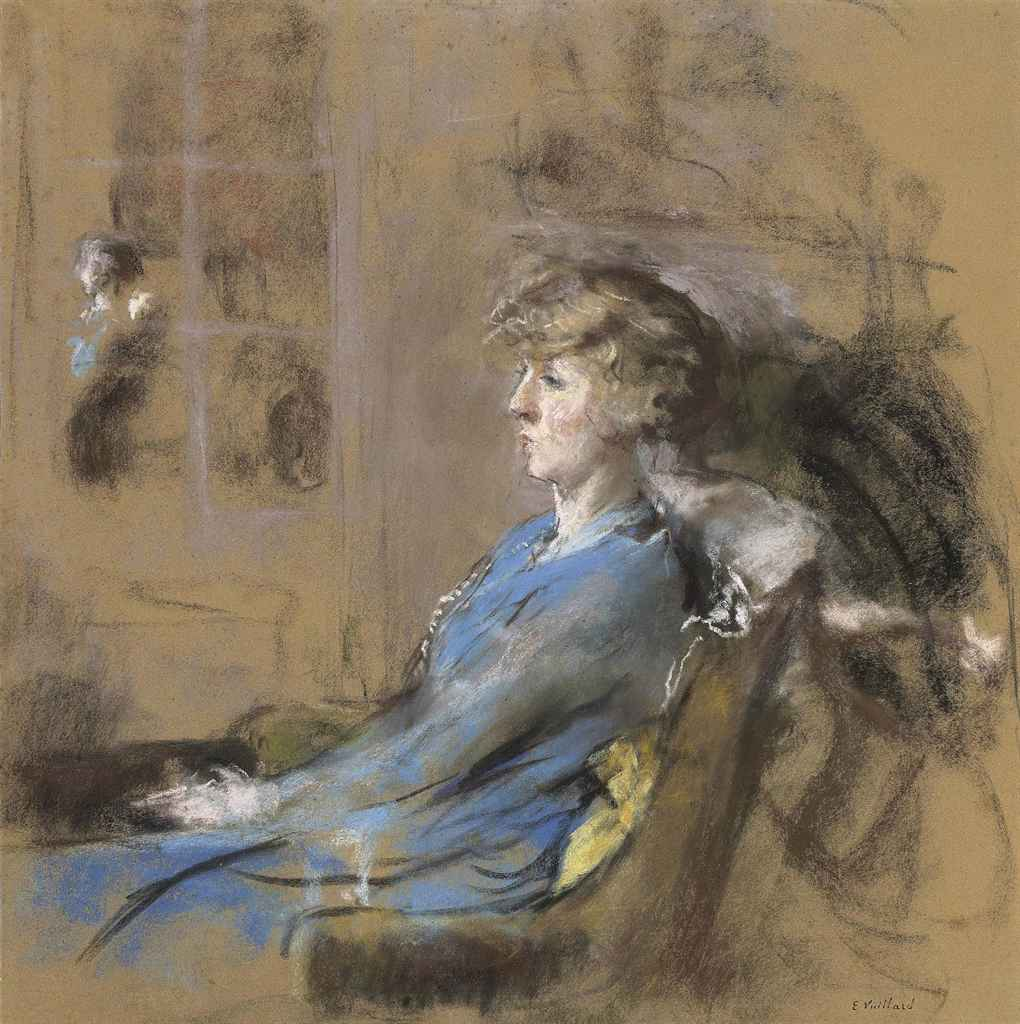
Emmy Lynn, par Édouard Vuillard, en 1928 (il sera son témoin de mariage en 1936).

Mariée en 1936, à Charles Peignot, Emmy Lynn semble l'avoir également assagi, lui dont le nom évoquait pourtant à Georges Bataille « les orgies parisiennes (…) dont on m'avait parlé bien des fois » (La vie de Laure). L'ancien mari de sa fille décrit ainsi l'emprise d'Emmy Lynn sur son mari (tout en se trompant sur les dates et l'orthographe) : 
Il est certain que mon ex-beau-père a organisé chez lui des parties carrées, mais seulement jusqu'en 1932 (sic). Cette année-là, il a épousé l'actrice Emmy Line (sic) qui lui a mis le grappin dessus parce qu'elle voulait s'embourgeoiser. Aussi je vous le dis: en 1932, il n'a pu coucher avec Dora, parce qu'il était en train de changer de vie et voulait devenir respectable.
Emmy Lynn meurt en juin 1978 à l'hôpital de la Salpêtrière à l'âge de 88 ans.

## Sa fille, Gladys Lynn-Gautier
Le 22 septembre 1922 naît Florence Lynn (1922-2002) de son union avec Henri Roussel (partenaire de plateau de 1915 à 1923, ce dernier ne reconnaît pas sa fille). Après un baccalauréat au lycée Jules-Ferry et une licence de droit, elle travaille aux Éditions Gallimard. En 1937, elle devient comédienne, contre l'avis de sa mère: elle joue à Paris dans L'écurie Watson (1937) ; puis elle fréquente le Rideau gris de Louis Ducreux et André Roussin, à Marseille ; elle revient à Paris où elle joue à l'Odéon La critique de l'école des femmes (1943); la même année, elle tourne au cinéma avec Jacques Feyder (Une femme disparaît, 1943).
Mais, en 1946, Florence Lynn se marie, sous le prénom de Gladys, avec le journaliste Jean-Jacques Gautier et lui sacrifie sa carrière. Le roman posthume de son mari (Il faut que je parle à quelqu'un, 2003, longue et « navrante » plainte contre l'amour contrarié) révèle que leur histoire conjugale a été bouleversée en 1958 par la relation passionnée de son mari avec la comédienne Annie Ducaux (Wanda dans le livre, tandis que Gladys est dénommée Pauline). Malgré la trahison, Gladys Lynn-Gautier préserve le manuscrit, même après le décès de son mari, et laisse sa filleule Martine Pascal le publier après sa propre mort.

## Avis critiques
- « Quant à Emmy Lynn, son physique ingrat et déjà marqué ne la dessert nullement et son interprétation du rôle de Fanny, difficile s'il en fut, est très juste et ne mérite que louanges. » (André de Masini, « La vierge folle, de Luitz-Morat »,  La Revue de l'écran, 5 janvier 1929, p. 6)
- « Mme Emmy Lynn, depuis si longtemps éloignée de l'écran, fournit là une composition magistrale, élégamment pathétique de la tête aux pieds. » (Jacques Faneuse, « Le vertige, de M. L'herbier », La Pensée française, août 1926, p. 23)
- « Dans cette pièce jouée avec un art et une finesse incomparables, la grande artiste qu'est Mademoiselle Emmy Lynn incarne si bien son rôle que l'émotion étreint le cœur de tous les spectateurs. » (Le Tamatave, 27 mai 1922, à propos de Celles qui restent au logis, 1915)
- « Les principaux rôles sont excellemment tenus. Et je dois louer Mlle Emmy Lynn, puérile, fantasque et sauvagement passionnée, indéfinissable à souhait dans le personnage étrange et complexe qu'est la folle marquesita. » (Henri Galoy, « La marquesita », Le Courrier français, 18 février 1909, p. 9)

## Théâtre
- Tournée en Amérique du Sud, avec Marthe Brandès, Harry Baur, Henry Roussel, Madeleine Lély: L'anglais tel qu'on le parle, Francillon, L'espionne de Sardou, On ne badine pas avec l'amour
- 1908 : La beauté du diable, de Jules Mary et Émile Rochard, avec Paule Andral, au Théâtre L'ambigu
- 1909 : La marquesita, de Robert d'Humières, d'après le roman de Jean-Louis Talon, au Théâtre des Arts
- 1910 : L'éventail de Lady Windermere, d'Oscar Wilde, avec Charles Dullin et Suzanne Avril, au Théâtre des Arts
- 1912 : L’aigrette, avec Réjane, pièce de Dario Nicodémi
- 1913 : Le cœur dispose, de Francis de Croisset à l’Athénée
- L'aiglon, d'Edmond Rostand, avec Sarah Bernhardt
- Un cœur d'homme, de Sarah Bernhardt
- 1913-14 : Mon bébé, de Maurice Hennequin, avec Max Dearly
- 1916 : Kit, au Théâtre des Variétés

## Filmographie
- 1913 : Vautrin, court-métrage de Charles Krauss
- 1913 : Le Camée, court-métrage de Maurice Tourneur
- 1913 : La Marseillaise, court-métrage d'Émile Chautard
- 1913 : L'aiglon, d'Émile Chautard
- 1914 : La dame blonde, court-métrage de Charles Maudru
- 1915 : Le calvaire, court-métrage d'André Liabel
- 1915 : Celles qui restent au logis, film patriotique sentimental, avec Henri Roussel, M. Bahier, Mlle Flériel
- 1916 : Vengeance diabolique, court-métrage de Charles Maudru
- 1916 : La nouvelle Antigone, de Jacques de Baroncelli
- 1916 : La Maison sans enfant, court-métrage, anonyme
- 1916 : La femme blonde, court-métrage de Henry Roussel, avec Ève Francis
- 1916 : La désolation, court-métrage, anonyme
- 1916 : Pardon glorieux de Gaston Leprieur : Mme Marcelle de Chanteloup
- 1917 : Un homme passa, court-métrage de Henry Roussel
- 1917 : Que l'espoir reste au logis, court-métrage de Charles Maudru
- 1917 : L'hallali, de Jacques de Baroncelli
- 1917 : Mater Dolorosa d'Abel Gance : Manon Berliac.  « Lorsque nous avons discuté notre contrat (il est vrai qu[e le producteur Louis Nalpas] ne se risquait pas à grand-chose), je touchais un forfait de 2 000 francs, et Firmin Gémier trois mille, mais cela n'importait pas, nous étions très contents et plein d'allégresse dans le travail. »[3]
- 1917 : Le Bonheur qui revient d'André Hugon
- 1918 : Frères de Maurice Rémon : Simone Guerville
- 1918 : La Revenante (CM) de Jacques de Baroncelli
- 1918 : La Dixième Symphonie d'Abel Gance : Ève Dinan. « [Le film] débutait par des coups de revolver, j'assassinais un homme, c'était terriblement dramatique. Séverin-Mars était mon mari, un grand musicien, qui jouait au moment de mon drame sa dernière composition “La dixième symphonie”. — Je me souviens, vous aviez naturellement un pianiste qui vous jouait une symphonie de Beethoven dans la coulisse pendant la scène? — Forcément, le brave Séverin-Mars ne savait rien de la musique et était même incapable de retenir un air. — Cette musique était composée par qui? — Par Michel-Maurice Lévy. — Et Séverin-Mars jouait cette symphonie pour exprimer sa douleur, car il avait compris que sa femme ne l'aimait plus! »[3]
- 1918 : Les gosses dans les ruines (en) de George Pearson : Françoise Regnard. Coproduction anglo-française tournée à la Courneuve[14].
- 1918 : Renoncement de Charles Maudru
- 1919 : Le destin est maître (CM) de Jean Kemm : Juliette Béreuil
- 1921 : La faute d'Odette Maréchal de Henry Roussel, avec Romuald Joubé et Jean Toulout. « Le film est même passé en Amérique, ce qui était plutôt rare alors, sous un autre titre du reste, les acteurs ont été débaptisés, les scènes qui se passaient à Deauville se trouvaient être à Palm Beach, et voilà comment les Américains ont projeté La faute d'Odette Maréchal dans leur immense contrée. Je n'ai pas appris la suite et si Roussel et la production ont touché quelque chose des Américains! »[3]
- 1922 : Visages voilés, âmes closes de Henry Roussel: Estelle Graydon. Drame romantique filmé dans le Sud algérien
- 1922 : La Vérité de Henry Roussell : Colette de Fonclare
- 1923 : Résurrection de Marcel L'Herbier
- 1923 : La Vérité de Henry Roussel. « J'y jouais une petite paysanne attirée dans un guet-apens, jetée en prison et finissant par se suicider, s'ouvrant les veines, des flots de sang jaillissaient tout autour de moi. C'était un flot d'hémoglobine assez peu ragoûtant salissant le plancher du studio. »[3]
- 1926 : Le Vertige de Marcel L'Herbier : Natacha Svirsky
- 1929 : La Vierge folle de Luitz-Morat : Fanny Armaury, sur un scénario d'Henri Bataille
- 1930 : L'Enfant de l'amour de Marcel L'Herbier : Liane Orland, sur un scénario d'Henri Bataille
- 1932 : Ma femme... homme d'affaires de Max de Vaucorbeil : Gladys Spring
- 1932 : Une idée folle de Max de Vaucorbeil
- 1933 : Les deux orphelines de Maurice Tourneur : la comtesse de Lignères
- 1942 : Le Lit à colonnes de Roland Tual : la comtesse de Verrières. Avec Jean Marais